# Apdex
Apdex (Application Performance Index) – otwarty standard opracowany w celu pomiaru wydajności aplikacji. Jego celem jest przekształcenie surowych danych o wydajności w czytelną ocenę, pokazującą, na ile aplikacja spełnia oczekiwania użytkowników.
Wskaźnik wydajności w ramach tego standardu oblicza się, dzieląc użytkowników – na podstawie czasu reakcji aplikacji – na trzy grupy:
- zadowolonych (czas reakcji ⩽ t),
- tolerujących (t < czas reakcji ⩽ 4t),
- sfrustrowanych (czas reakcji > 4t).

Wynik Apdex to średnia ważona, gdzie użytkownicy zadowoleni mają wagę 1, tolerujący 0,5, a sfrustrowani 0.